# 烏克蘭駐俄羅斯大使館
烏克蘭駐俄羅斯大使館（羅馬化：Posolstvo Ukrainy v Rosii）是烏克蘭曾經在俄罗斯联邦設立的主要外交機構，存在期間位於俄羅斯首都莫斯科列昂捷夫斯基巷18號（Леонтьевский переулок, 18）。 
2014年3月，俄羅斯吞并克里米亞，烏克蘭召回大使，改派外交官員臨時代理使館事務。2022年2月24日，俄羅斯入侵烏克蘭，烏克蘭宣佈與俄羅斯斷絕外交關係，撤離莫斯科大使館所有人員。 

## 大使
- 1992－1994年：弗拉基米爾·彼德羅維奇·克雷扎尼夫斯基（烏克蘭語：Крижанівський Володимир Петрович）
- 1995－1999年：弗拉基米爾·格里戈里耶維奇·費多羅夫（烏克蘭語：Федоров Володимир Григорович）
- 1999－2005年：尼古拉·彼得罗维奇·别洛布洛茨基（烏克蘭語：Білоблоцький Микола Петрович）
- 2005－2006年：列昂尼德·瓦西里耶維奇·奧薩沃柳克（烏克蘭語：Осаволюк Леонід Васильович）（臨時代辦）
- 2006－2008年：奧列格·阿列克謝耶維奇·焦明
- 2008－2010年：康斯坦丁·伊萬諾維奇·格里先科
- 2010－2014年：弗拉基米尔·尤里耶维奇·叶利琴科
- 2015－2019年：鲁斯兰·米哈伊洛维奇·尼姆钦斯基（烏克蘭語：Німчинський Руслан Михайлович）（臨時代辦）
- 2019－2022年：瓦西里·伊万诺维奇·博科季洛（烏克蘭語：Покотило Василь Іванович）（臨時代辦）

2014年3月，烏克蘭召回大使，改派外交官員作臨時代辦代表，直至2022年2月24日 。